# Erich von Drygalski

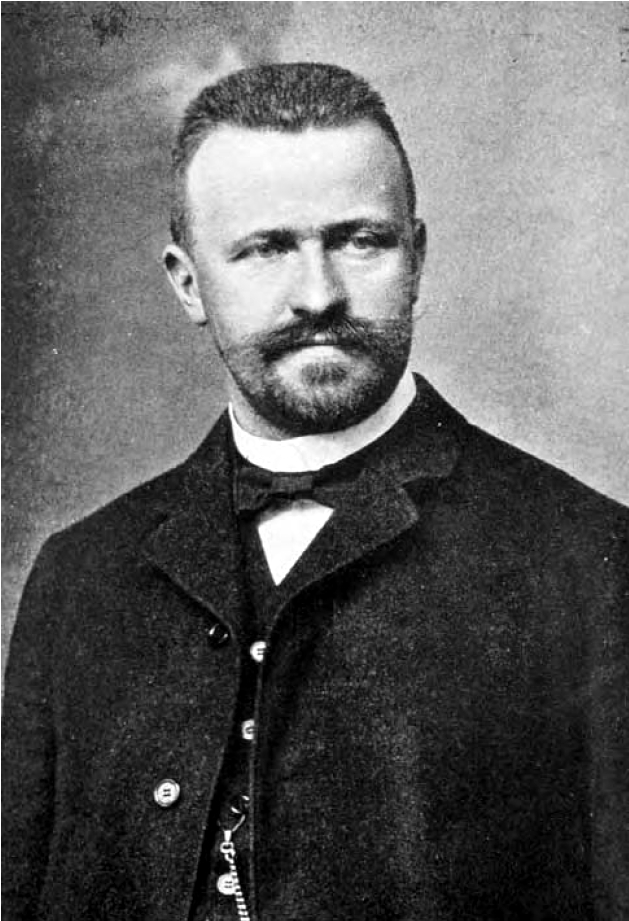
Erich Dagobert von Drygalski, um 1900

Erich Dagobert von Drygalski (* 9. Februar 1865 in Königsberg; † 10. Januar 1949 in München) war ein deutscher Geograph, Geophysiker, Geodät und Polarforscher. Er leitete die Grönland-Expedition (1891–1893) der Gesellschaft für Erdkunde zu Berlin und die Gauß-Expedition (1901–1903), die erste deutsche Expedition in die Antarktis.

## Leben
Erich von Drygalski wurde als Sohn des Direktors des Kneiphöfischen Gymnasiums in Königsberg, Fridolin von Drygalski (1829–1904), und dessen Frau Lydia (geborene Siegfried, 1838–1913) geboren. Er besuchte das Kneiphöfische Gymnasium. Im Alter von 17 Jahren begann er 1882 ein Studium der Mathematik und Physik an der Albertus-Universität Königsberg. Bereits nach einem Semester wechselte er zur Geographie an der Universität Bonn, um die Vorlesungen von Ferdinand von Richthofen zu hören. Er folgte seinem Lehrer an die Universitäten von Leipzig und Berlin. Sein Studium schloss er 1887 mit der Dissertation „Die Geoid-Deformation der Eiszeit“ ab, einer Studie über die Eisbedeckungen nordischer Regionen. Zwischen 1887 und 1891 war er Assistent am Geodätischen Institut und Zentralbüro der internationalen Erdmessung in Berlin.
Drygalski leitete 1891 und 1892/1893 zwei von der Berliner Gesellschaft für Erdkunde ausgerüstete Expeditionen nach Westgrönland, die große Aufmerksamkeit erregten. Mit seinen Forschungsergebnissen habilitierte er sich 1898 für Geographie und Geophysik, und noch im gleichen Jahr wurde er von der Deutschen Kommission für Südpolarforschung zum Leiter der ersten deutschen Antarktisexpedition bestimmt. 1898 wurde er Dozent und 1899 außerordentlicher Professor für Geographie und Geophysik in Berlin. Von 1901 bis 1903 leitete Drygalski die erste deutsche Südpolarfahrt, die Gauß-Expedition. 1906 folgte er einem Ruf nach München, wo er eine Professur für Erdkunde und Geophysik annahm und bis zu seiner Emeritierung ausübte; im gleichen Jahr wurde er zum Mitglied der Leopoldina gewählt. Dort war er auch Mitglied der Geographischen Gesellschaft. Er gründete das Geographische Institut und leitete es bis zu seinem Tod. 1921/22 war er Rektor der Ludwig-Maximilians-Universität.
Drygalski heiratete 1907 und wurde Vater von vier Töchtern. 1910 nahm er unter der Leitung von Graf Zeppelin an einer Studienreise nach Spitzbergen teil, die das Ziel hatte, die Tauglichkeit von Luftschiffen in der Arktis zu untersuchen. Ab 1909 war Erich von Drygalski außerordentliches Mitglied der Bayerischen Akademie der Wissenschaften, 1912 wurde er zum ordentlichen Mitglied gewählt. 1935 wurde er emeritiert. Erich von Drygalski starb am 10. Januar 1949 in München. Sein Grab liegt auf dem Friedhof von Partenkirchen.
Heute erinnern eine Straße im Süden von München, die Drygalski-Allee, und ein Archiv in der Münchener Ludwig-Maximilians-Universität an seine wissenschaftlichen Leistungen. Die Drygalskistraße in Berlin-Dahlem im Bezirk Steglitz-Zehlendorf trägt seit etwa 1910 seinen Namen.

## Erste deutsche Antarktis-Expedition

Die Gauß auf einer Fotografie aus der Tageszeitung „Der Tag“ vom 16. Juli 1901

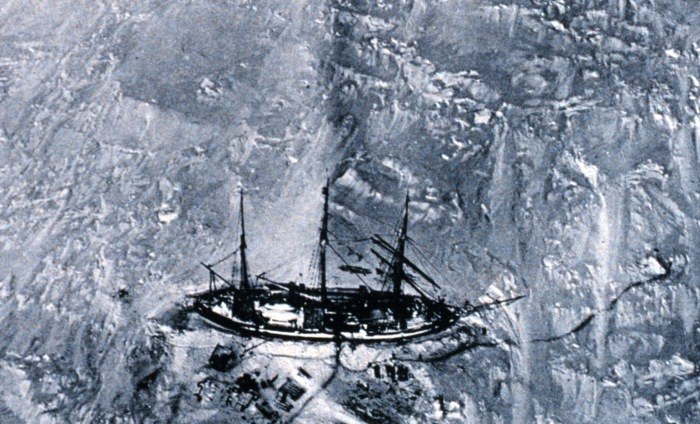
Die im Eis eingeschlossene Gauß am 29. März 1902. Dieses aus einem Fesselballon aufgenommene Foto ist eines der ersten in der Antarktis gemachten Luftbilder.

Von 1901 bis 1903 fand unter der Leitung von Drygalski die Gauß-Expedition statt, die erste deutsche Forschungsreise in die Antarktis. Die 32 Teilnehmer, darunter fünf Wissenschaftler (neben Drygalski: Friedrich Bidlingmaier (1875–1914, Erdmagnetik und Meteorologie), Hans Gazert (1870–1961, ärztliche und bakteriologische Arbeiten), Emil Philippi (1871–1910, geologische und chemische Untersuchungen), Ernst Vanhöffen (1858–1918, Botanik und Zoologie)), gingen an Bord der Gauß, eines Forschungsschiffs, das eigens für diese Expedition gebaut worden war. Entgegen dem allgemeinen Sprachgebrauch wurde das Schiff als der Gauß bezeichnet.
Am 11. August 1901 stach die Expedition von Kiel aus in See und erreichte am 22. November Kapstadt an der Südspitze Afrikas. Am 7. Dezember wurde die Fahrt fortgesetzt, und am 21. Februar 1902 erstmals unbekanntes Land gesichtet. Nach dem deutschen Kaiser erhielt es den Namen Kaiser-Wilhelm-II.-Land. Bereits am nächsten Tag traf das Schiff auf festes Scholleneis, das ein weiteres Vorwärtskommen sehr erschwerte. Wenig später, am 1. März, wurde das Schiff endgültig vom Eis eingeschlossen und fast ein Jahr lang etwa 50 Meilen vor der Küste festgehalten. Durch die abgerundete Form des Rumpfes (ähnlich der des norwegischen Polarforschungsschiffs Fram) wurde das Schiff vom Eis jedoch nicht zerdrückt, sondern angehoben.

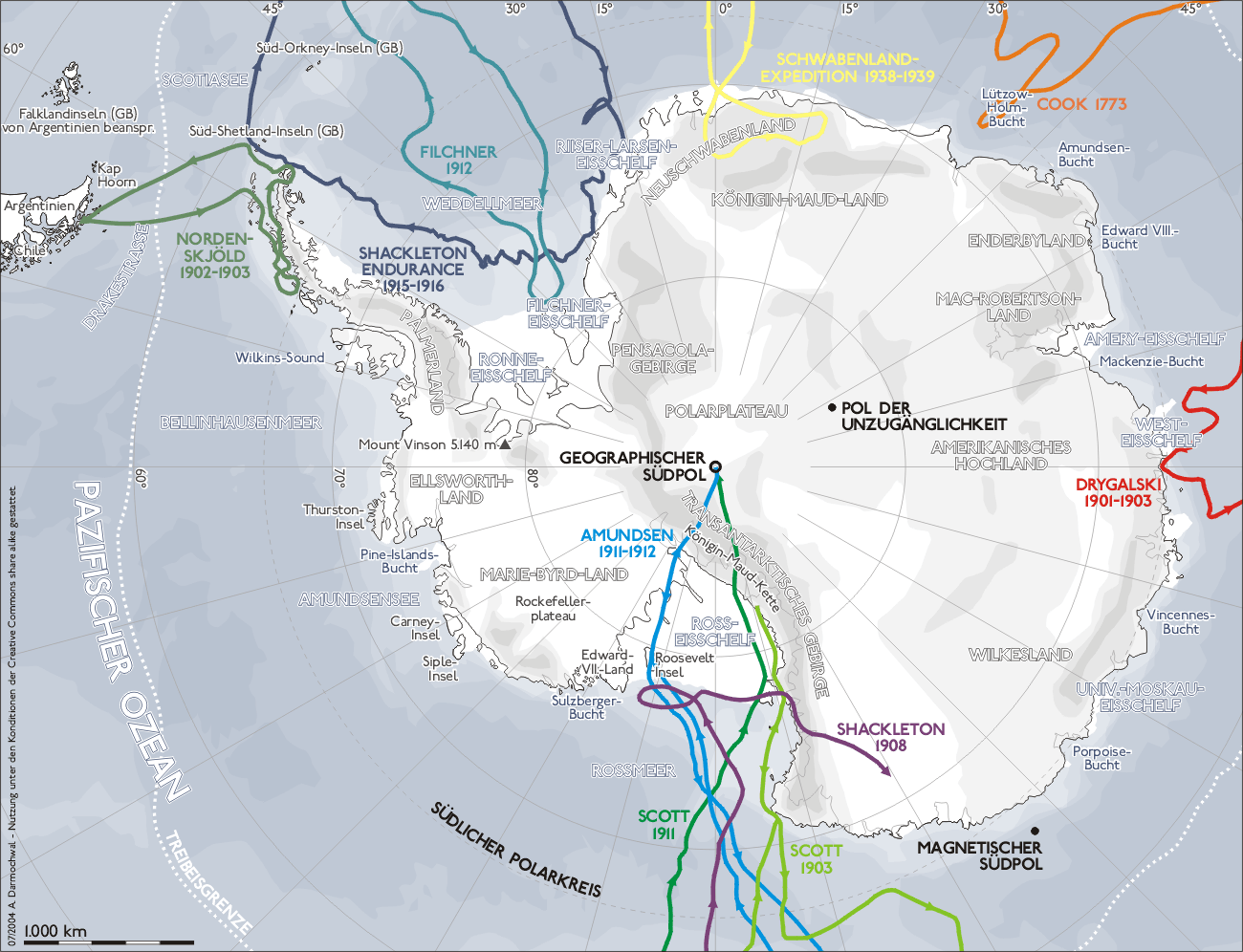
Die Route der von Drygalski geleiteten Gauß-Expedition (rot markiert)

Die Zeit der erzwungenen Unbeweglichkeit wurde für intensive Forschungstätigkeiten genutzt. Viele meteorologische und zoologische Daten und Beobachtungen wurden gesammelt, die später einen 22-bändigen Expeditionsbericht füllten. Mit Schlitten wurden sieben Reisen in die Umgebung unternommen, und mithilfe eines mit Wasserstoff gefüllten Fesselballons wurde der weitere Umkreis beobachtet. Bei drei Aufstiegen am 29. März mit Drygalski an Bord erreichte der Ballon eine Höhe von etwa 500 Metern. Dabei wurde nahe der Küste auch eine dunkle Erhebung gesichtet und zum Ziel einer Erkundungsfahrt. Die Wissenschaftler entdeckten in etwa 80 Kilometer Entfernung einen erloschenen Vulkan, dem sie den Namen „Gaußberg“ gaben, und vermaßen seine Höhe mit 371 Metern.
Da das Eis das eingeschlossene Schiff auch im antarktischen Frühling des folgenden Jahres nicht freigab, streute die Besatzung mehrfach Asche in den Bereich zwischen der Gauß und der Eiskante. Die Sonnenstrahlung schmolz unter der dunklen, Wärme absorbierenden Ascheschicht eine Fahrrinne von zwei Metern Tiefe in das Eis. Die Gauß kam am 8. Februar 1903 frei und erreichte am 16. März wieder das freie Wasser. Eine zweite Überwinterung und damit weiteres Vordringen nach Süden waren nicht möglich. Daher ordnete Drygalski einen nördlichen Kurs an, und am 9. Juni traf die Gauß wieder in Kapstadt ein. Da die deutsche Regierung die Mittel für eine weitere Überwinterung nicht bewilligte, trat die Expedition die Heimreise an und erreichte Kiel am 23. November 1903.
Auf den Kerguelen arbeitete parallel zur Hauptexpedition eine geomagnetische und meteorologische Beobachtungsstation in der Baie de l’Observatoire („Beobachtungsbucht“). Diese sammelte Vergleichsdaten für die auf der Gauß erfolgenden Beobachtungen. Die dort tätige Gruppe bestand aus den Wissenschaftlern Josef Enzensperger (Meteorologe), Karl Luyken (Geomagnetiker) und Emil Werth (Botaniker) sowie den Matrosen Urbansky und Wienke.
Die Gauß-Expedition brachte der Wissenschaft zahlreiche neue Erkenntnisse über eine bis dahin nahezu unerforschte Region der Erde und war daher insgesamt ein großer wissenschaftlicher Erfolg. Kaiser Wilhelm II. war jedoch unzufrieden, denn die deutsche Expedition drang nur bis 66° 2' südlicher Breite vor, während die Expedition der Briten 82° 17' südliche Breite erreicht hatte. An einem „Wettlauf zum Pol“ mochte Drygalski sich nach seiner Rückkehr jedoch nicht beteiligen. Gegenüber seinen Mitarbeitern soll er geäußert haben: „Für die Polarforschung ist es unerheblich, wer als erster am Pol steht“. Die Gauß wurde später nach Québec in Kanada verkauft und für eine Nordpolfahrt genutzt.
Das Gesamtarchiv der Ersten Deutschen Südpolar-Expedition aus dem Nachlass Drygalskis befindet sich am Leibniz-Institut für Länderkunde.

## Drygalski als Namensgeber
- Karte mit allen Koordinaten:
- OSM |
- WikiMap

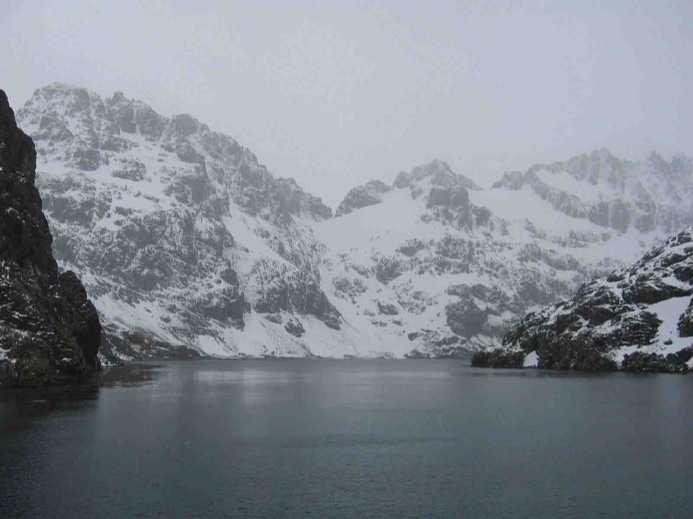
Der Drygalski-Fjord in Südgeorgien

Mehrere geographische Objekte und ein Mondkrater sind nach Drygalski benannt:
- die Drygalski-Eiszunge (75° 24′ S, 163° 30′ O)[9], benannt vom britischen Polarforscher Robert Falcon Scott, Leiter der Discovery-Expedition, die zur selben Zeit wie Drygalski Forschungsarbeiten in der Antarktis unternahm
- das Drygalski-Becken (74° 50′ S, 169° 25′ O), benannt nach der nahegelegenen Drygalski-Eiszunge
- der Drygalski-Gletscher (64° 43′ S, 60° 44′ W) in Grahamland, benannt von Otto Nordenskjöld, Leiter der Schwedischen Antarktisexpedition, die gleichzeitig mit Drygalskis Expedition stattfand[10]
- der Drygalski-Gletscher (3° 3′ S, 37° 21′ O) am Kilimandscharo, benannt vom Afrikaforscher Hans Meyer[11]
- die Drygalskiberge im Königin-Maud-Land[12] wurde von Teilnehmern der (dritten) Deutschen Antarktischen Expedition 1938/39 benannt
- der Drygalski-Fjord (54° 48′ S, 36° 1′ W) im Süden der Insel Südgeorgien im Südatlantik[13] wurde von Teilnehmern der Zweiten Deutschen Antarktisexpedition (1911–1912) benannt
- die Drygalski-Insel (65° 45′ S, 92° 30′ O), 1912 entdeckt während der Australasiatische Antarktisexpedition vor der Küste Ostantarktikas, benannt von ihrem Leiter Douglas Mawson[14]
- Drygalskikammen (79° 16′ N, 12° 34′ O), ein Gebirgskamm auf der Insel Spitzbergen[15]
- der Mount Drygalski (53° 2′ S, 73° 23′ O), ein Hügel auf der Insel Heard im südlichen Indischen Ozean, dessen Umland 1902 von Drygalski und anderen Teilnehmern seiner Expedition erkundet worden war
- der Drygalski-Krater in der Südpolregion des Mondes
- die Drygalski-Allee in München
- die Drygalskistraße in Berlin
- der Drygalskiweg in Wien

Ferner ist die Bucht Bras Enzensperger (49° 27′ S, 69° 48′ O) auf den Kerguelen nach dem bei der Expedition 1903 dort verstorbenen Meteorologen und Bergsteiger Josef Enzensperger benannt.

## Auszeichnungen (Auswahl)
- 1898 erhielt Drygalski die silberne Carl-Ritter-Medaille[17] und 1904 die goldene Gustav-Nachtigal-Medaille der Gesellschaft für Erdkunde zu Berlin in Anerkennung seiner Leistungen als Leiter der 1. deutschen Antarktisexpedition.
- Im Jahre 1905 wurde er zum Ehrenmitglied der Österreichischen Geographischen Gesellschaft ernannt.[18]
- 1926 verlieh ihm die American Geographical Society die David Livingstone Centenary Medal.[19]
- 1933 wurde er von der Gesellschaft für Erdkunde zu Berlin – gemeinsam mit Alfred Philippson und Sven Hedin – mit der goldenen Ferdinand-von-Richthofen-Medaille ausgezeichnet.
- Die Royal Geographical Society verlieh ihm 1933 ihre Goldmedaille (Patron’s Medal) für seine glaziologischen Arbeiten in der Arktis und Antarktis.[20]

## Werke (Auswahl)
- Grönlands Gletscher und Inlandeis. In: Zeitschrift der Gesellschaft für Erdkunde zu Berlin. 27, 1892, S. 1–62.
- Grönland-Expedition der Gesellschaft für Erdkunde zu Berlin 1891–1893, 2 Bde., Kühl, Berlin 1897 (Erster Band, Zweiter Band)
- Zum Kontinent des eisigen Südens, Verlag Georg Reimer, Berlin 1904 (Online-Abruf im Internet Archive)
- (Hrsg.): Die Deutsche Südpolar-Expedition 1901–1903 im Auftrage des Reichsamtes des Innern. 20 Bde. und 2 Atlanten. Berlin 1905–1931.
- Die Deutsche Südpolarexpedition. 15 Bände und 3 Atlanten. Berlin 1915.
- Die Bewegung von Gletschern und Inlandeis.: Mitteilungen der Geographischen Gesellschaft in Wien, Jahrgang 1938, S. 273–283 (online bei ANNO).
- (mit Fritz Machatschek): Gletscherkunde. Wien, Deuticke, 1942.

## Schüler
- In München promovierte bei ihm Friedrich Levy.